# James Ward
James Ward (Londres, 9 de fevereiro de 1987) é um tenista britânico profissional desde 2006, seu melhor ranking na ATP foi o de número 176 do mundo, em 2011. 
Um dos raros especialistas em grama do circuito, seu melhor desempenho em Grand Slam é no torneio de Wimbledon, em 2009 onde chegou à primeira rodada, sendo eliminado pelo espanhol Fernando Verdasco por 3 sets a 0, parciais de 6-1, 6-3, 6-4.
Em 2010 chegou às quartas-de-final do ATP 250 de Eastbourne, realizado na grama. Em 2011, jogando em casa e na grama, no ATP 250 de Queens, Ward derrotou o cabeça-de-chave n.4 do torneio, o nº14 do mundo Stanislas Wawrinka, e também o nº 28 do mundo Sam Querrey, e chegou às semifinais do torneio.

## ITF Títulos

### Simples (5)
| Legenda         |
| Challengers (1) |
| Futures (4)     |

| No. | Data                  | Torneio                  | Superfície | Adversário          | Resultado        |
| 1.  | 21 de Julho de 2008   | Irun, Espanha            | Saibro     | Pablo Martin-Adalia | 7-6(1), 7-6(4)   |
| 2.  | 20 de Outubro de 2008 | Rodez, França            | Dura       | Guillermo Alcaide   | 6-4, 6-3         |
| 3.  | 11 de Maio de 2009    | Sarasota, Estados Unidos | Saibro     | Carsten Ball        | 7-6(4), 4-6, 6-3 |
| 4.  | 28 de Junho de 2010   | Manchester, Inglaterra   | Grama      | Jamie Baker         | 6-2, 7-6(1)      |
| 5.  | 30 de Agosto de 2010  | Santander, Espanha       | Saibro     | Guillermo Olasco    | 7-5, 6-4         |

## Ranking
- Atual Ranking de Simples:108°
- Melhor Ranking de Simples:101° (2015)
- Atual Ranking de Duplas:267°
- Melhor Ranking de Duplas:233° (29/8/2011)

## Evolução do ranking de simples
Posição na última semana de cada ano :
- 2006: n° 914 do mundo
- 2007: n° 605 do mundo
- 2008: n° 291 do mundo
- 2009: n° 273 do mundo
- 2010: n° 201 do mundo